# بيتر بي. غيلكي
بيتر بي. غيلكي (بالإنجليزية: Peter B. Gilkey)‏ هو رياضياتي وأستاذ جامعي أمريكي، ولد في 27 فبراير 1946 في أوتيكا في الولايات المتحدة.